# Crușeț
Crușeț là một xã thuộc hạt Gorj, România. Dân số thời điểm năm 2002 là 3952 người.